# Кросс-культурная амбивалентность
Кросс-культурная амбивале́нтность — социально-психологическая теория, согласно которой человек испытывает эмоциональный дискомфорт (который, как правило, относят к когнитивному диссонансу) при осознании своего противоречивого отношения к людям из аутгруппы (группе людей, по отношению к которой индивид не ощущает чувства принадлежности). Амбивалентность выявляется в одновременном ощущении положительных и отрицательных эмоций к индивиду.
Бернард Уитли и Мери Кит утверждают, что такое расхождение в собственных мнениях побуждает человека на изменение своих мыслей с целью избавления от испытываемого эмоционального дискомфорта. В конечном итоге, человек отдает предпочтение положительному или отрицательному мнению в отношении людей иного национального, культурного и этнического происхождения.

## Теории
Согласно теории Уитли и Кит, кросс-культурная амбивалентность возникает, когда у индивида появляются как позитивные, так и негативные чувства к человеку из аутгруппы.. Книга Психология ограничений и дискриминации посвящена расам и амбивалентным отношениям к людям других культур и национальностей. Она является доказательством того, что поведение в отношении людей из аутгрупп также амбивалентно: иногда позитивно, иногда негативно.
По мнению Ирвина Каца, индивид испытывает кросс-культурную амбивалентность только в тех случаях, когда осознает свои отрицательные настроения. Такое осознание, в большинстве случаев, может быть спровоцировано при личном контакте с человеком из аутгруппы.. Это противоречивое отношение влечет за собой проблемы с самооценкой, поскольку человеку может казаться, что он живет согласно важнейшим жизненным ценностям, в отличие от других. Оно также вызывает негативные эмоции, которые сопровождаются недоброжелательным поведением.
Ирвин Кац и Глен Ас (1988) утверждают, что причиной противоречивых настроений Американцев является кросс-культурная амбивалентность. С одной стороны, они считают, что тяжелый труд всегда оправдан и человек получит то, что заслуживает, но, с другой стороны, все люди имеют равные права и должны помогать малоимущим. Когда речь заходит о расовой классификации, человек придерживается мнения, что люди другой расовой принадлежности не достаточно работают, чтобы достичь успеха, как те, кто принадлежат к их расе. Однако, в то же время, они понимают, у люди могут переживать трудные финансовые проблемы. Такие смешанные эмоции относят к кросс-культурной амбивалентности.
Тара Макдоналд и Марк Занна предполагают, что кросс-культурная амбивалентность появилась из-за сильного влияния на людей стереотипов. Согласно их теории, двойственные чувства, испытываемые к людям из аутгрупп появляются из-за стереотипного мышления. В то же время, индивид может не уважать человека другой расовой принадлежности из-за определенных стереотипов или симпатизировать людям этой же расы вследствие других стереотипов.
Изучая сущность понятия кросс-культурной амбивалентности, Асино Мацуо и Кевин Маккинтар исследовали тему отношений американцев к иммигрантам Согласно исследованию, кросс-культурная амбивалентность основывается на двух идеях. Идея индивидуализма ценит протестантскую трудовую этику и считается наиболее негативно настроенной по отношению к аутгруппам. Вторая идея — идея эгалитаризма или гуманная идея, которую можно ассоциировать с положительными настроениями к аутгруппам.

## Приложение

### Сексизм
Амбивалентный сексизм отражает двойственность враждебного отношения к женщинам и к растущей тенденции к их превосходству над мужчинами, которая была выявлена вследствие опросов и исследований. Форма враждебного сексизма имеет влияние на женщин, которым может угрожать власть, находящаяся в руках мужчин, например феминисткам и лесбиянкам. Соответственно, противоположный враждебному сексизму − сдержанный сексизм находится на стороне женщин, придерживающихся произвольным правилам, выработанным в обществе, таких как домохозяйки и имеющие не полную рабочую занятость. Согласно Фиску, амбивалентность включает в себя эти две формы сексизма (враждебный сексизм и сдержанный сексизм)В бизнесе женщины нетрадиционного типа подвергаются враждебному сексизму и на работе их рассматривают, как потенциального соперника. Поскольку сдержанный сексизм включает себя гарантии на защиту и помощь женщинам, становится менее выгодно нанимать их на работу, обучать и продвигать ввиду обеспокоенности по поводу того, смогут ли они успешно совмещать личные и рабочие дела. Фиск предупреждает, что предвзято относясь к женщинам, нужно отдавать себе отчет за рискованную враждебность с вашей стороны и полное падение доброжелательного авторитета.

### Расизм
Амбивалентный расизм описывает две противоположные реакции белых людей на чернокожих. Два соперничающих мнения это − враждебные (настроенные против чернокожих) чувства и позитивные чувства. Положительно настроенные по отношению к чернокожим группы считают большим ущербом общества то, что меньшинства страдают от дискриминации, расовой сегрегации и избытка социальных возможностей. Группы, настроенные враждебно к чернокожим, наоборот испытывают обратные чувства, как гласит устаревшая теория расизма: темнокожие нечестолюбивы, безответственны, прилипалы, не ценящие образование Фиск говорит о том, что «амбивалентные отношения к темнокожим в Америке появляется в основном в тех случаях, когда белые американцы питают одновременно позитивные и враждебно негативные чувства, которые могут резко меняться, в зависимости от индивидуальных особенностей человека»

### Дискриминация инвалидов
По мнению Сёдера, у людей нет подсознательно установленных надменных чувств в отношении людей с ограниченными возможностями. В целом, люди сами по себе непостоянны, соответственно такого и их поведение, в зависимости от ситуации. У людей складывается 2 абсолютно разных мнения по поводу инвалидов: они, с одной стороны, обесценивают проблему нетрудоспособности людей, а, с другой, в то же время, доброжелательно относятся к самим нетрудоспособным. Такие двойственные мнения порождают конфликт конфликт между основными ценностями, которых придерживается большая часть общества и нравственной дилеммой в реальном повседневном взаимодействием с людьми с ограниченными возможностями. Сёдер считает, что эта модель амбивалентности является хорошим методом оценки настроений людей в отношении инвалидов.

### Дискриминация иммигрантов
Мацуо и Макинтер применяют понятие кросс-культурной амбивалентности к иммигрантам и беженцам. Они считают отношение к этим двум группам двойственными, поскольку их, с одной стороны, воспринимают «сочувственно и считают достойными справедливости». С другой стороны, люди думают, что «иммигранты и беженцы замешаны в преступных делах чаще, чем другие». Матсуо и Макинтер провели опрос среди студентов колледжа, с целью проверить степень эгалитаризма и протестантскую трудовую этику, и как это относится к восприятию беженцев. Опрашиваемые отвечали на вопросы, касающиеся социальных связей, протестантской трудовой этики, отношений к этнических группам и, в целом, к беженцам и иммигрантам. Психологи выявили, что амбивалентное отношение к иммигрантам основано на «двойственности американских ценностей». Опрос также показал, что уменьшение кросс-культурной амбивалентности в отношении иммигрантов происходит при личном контакте и общении с ними.